# Dithinozerconidae
Famille
Genre
Espèce
Dithinozercon halberti  Berlese, 1916 est la seule espèces du genre Dithinozercon  Berlese, 1916 et de la famille Dithinozerconidae Ainscough, 1979.